# Ioan Lupescu
Ioan Angelo Lupescu (ur. 9 grudnia 1968 w Bukareszcie), piłkarz rumuński grający na pozycji ofensywnego pomocnika.

## Kariera klubowa
Pierwszym klubem Lupescu w karierze było stołeczne FC Dinamo Bukareszt. 21 września 1986 zadebiutował w pierwszej lidze w wygranym 4:1 meczu z SC Bacău. W swoim pierwszym sezonie został wicemistrzem Rumunii, a już w drugiej połowie 1987 roku wywalczył sobie miejsce w podstawowym składzie Dinama. Zarówno w 1988 i 1989 roku znów był wicemistrzem Rumunii. Natomiast w 1990 roku wywalczył dublet - mistrzostwo Rumunii oraz Puchar Rumunii.
Latem 1990 roku Lupescu przeszedł do niemieckiego Bayeru 04 Leverkusen. W Bundeslidze swój pierwszy mecz rozegrał 1 sierpnia, a Bayer zremisował z Monachium z tamtejszym Bayernem 1:1. Natomiast we wrześniu strzelił pierwszego gola na niemieckich boiskach - w wygranym 3:0 spotkaniu z FC St. Pauli. W Bayerze był filarem drugiej linii, a w 1993 roku zdobył z zespołem "Aptekarzy" Puchar Niemiec. Natomiast w 1994 roku zajął 3. miejsce w lidze, najwyższe za czasów gry w Niemczech. W Bayerze grał do końca sezonu 1995/1996. Rozegrał dla tego klubu łącznie 184 ligowe spotkania i strzelił 3 gole. Wystąpił także w rozgrywkach Pucharu UEFA i Pucharu Zdobywców Pucharów.
Po 6 latach pobytu w Leverkusen Lupescu zmienił otoczenie i został piłkarzem innego klubu wywodzącego się z Zagłębia Ruhry, Borussii Mönchengladbach. Po raz pierwszy w nowym klubie zagrał 10 sierpnia w meczu Pucharu Niemiec z VfR Mannheim (2:0), natomiast debiut w ligowym meczu zaliczył 16 sierpnia w spotkaniu z Arminią Bielefeld, zremisowanym 0:0. W Borussii Ioan spędził dwa lata, jednak nie osiągnął sukcesów, a w sezonie 1997/1998 przyczynił się do utrzymania drużyny w pierwszej lidze.
Latem 1998 Lupescu wrócił do Dinama Bukareszt. Już w pierwszym sezonie po powrocie został wicemistrzem Rumunii i zdobywając 8 goli poprawił swój najlepszy dorobek bramkowy w karierze. Natomiast w sezonie 1999/2000 został mistrzem kraju. Latem 2000 wypożyczono go na pół roku do tureckiego Bursasporu. W 2001 roku wrócił do Dinama i w dwóch kolejnych sezonach zdobył Puchar Rumunii, a latem 2002 zakończył karierę.
| Sezon   | Klub                     | Kraj    | Rozgrywki  | Mecze | Bramki |
| ------- | ------------------------ | ------- | ---------- | ----- | ------ |
| 1986/87 | FC Dinamo Bukareszt      | Rumunia | Divizia A  | 9     | 0      |
| 1987/88 | FC Dinamo Bukareszt      | Rumunia | Divizia A  | 30    | 4      |
| 1988/89 | FC Dinamo Bukareszt      | Rumunia | Divizia A  | 30    | 3      |
| 1989/90 | FC Dinamo Bukareszt      | Rumunia | Divizia A  | 29    | 4      |
| 1990/91 | Bayer 04 Leverkusen      | Niemcy  | Bundesliga | 29    | 1      |
| 1991/92 | Bayer 04 Leverkusen      | Niemcy  | Bundesliga | 34    | 2      |
| 1992/93 | Bayer 04 Leverkusen      | Niemcy  | Bundesliga | 31    | 1      |
| 1993/94 | Bayer 04 Leverkusen      | Niemcy  | Bundesliga | 32    | 0      |
| 1994/95 | Bayer 04 Leverkusen      | Niemcy  | Bundesliga | 27    | 0      |
| 1995/96 | Bayer 04 Leverkusen      | Niemcy  | Bundesliga | 31    | 0      |
| 1996/97 | Borussia Mönchengladbach | Niemcy  | Bundesliga | 22    | 5      |
| 1997/98 | Borussia Mönchengladbach | Niemcy  | Bundesliga | 21    | 2      |
| 1998/99 | FC Dinamo Bukareszt      | Rumunia | Divizia A  | 32    | 8      |
| 1999/00 | FC Dinamo Bukareszt      | Rumunia | Divizia A  | 29    | 6      |
| 2000/01 | Bursaspor                | Turcja  | Superliga  | 9     | 2      |
| 2000/01 | FC Dinamo Bukareszt      | Rumunia | Divizia A  | 17    | 0      |
| 2001/02 | FC Dinamo Bukareszt      | Rumunia | Divizia A  | 7     | 0      |

## Kariera reprezentacyjna
W reprezentacji Rumunii Lupescu zadebiutował 3 lutego 1988 roku w wygranym 2:0 meczu z Izraelem. W 1990 roku znalazł się w kadrze na Mistrzostwa Świata we Włoszech. Tam zagrał we trzech spotkaniach: dwóch grupowych ze Związkiem Radzieckim (2:0) i Argentyną, a także w 1/8 finału z Irlandią (0:0, karne 4:5). Cztery lata później był już w kadrze Rumunii na Mistrzostwach Świata w USA. Tam także był podstawowym zawodnikiem i wystąpił we wszystkich pięciu meczach: z Kolumbią (3:1), ze Szwajcarią (1:4) i USA (1:0), a następnie w meczu 1/8 finału z Argentyną (3:2) oraz w ćwierćfinale ze Szwecją, w którym w serii rzutów karnych Szwedzi wygrali 5:4.
W 1996 roku Lupescu został powołany przez Anghela Iordănescu na Mistrzostwa Europy w Anglii. Zaliczył tam trzy mecze: przegrane 0:1 z Francją, 0:1 z Bułgarią i 1:2 z Hiszpanią. W 2000 roku wystąpił na Euro 2000. Jego dorobek na tym turnieju to dwa spotkania w roli rezerwowego: z Niemcami (1:0), z Portugalią i ćwierćfinale z Włochami (0:2). Po tym turnieju zakończył swoją przygodę z kadrą narodową, w której wystąpił 74 razy i strzelił 6 goli.